# Гужва Микола Якович
 Мико́ла Я́кович Гужва́ (*22 листопада 1914 — †10 червня 1955) — учасник Другої світової війни, Герой Радянського Союзу.

## Біографічні відомості
Народився в селі Нововолодимирівка (Харківська область) в селянській родині. З 1930 року жив у місті Щербинівка Донецької області. Закінчив 9 класів, працював на шахті, бухгалтером млинзаводу № 5 в селищі Нью-Йорк.
У Червоній Армії з червня 1941 року, на фронтах німецько-радянської війни з серпня того ж року. Командир кулеметного взводу 1-го стрілецького батальйону 953 стрілецького полку 257-ї Червонопрапорної Сиваської стрілецької дивізії 51-ї армії 4-го Українського фронту, лейтенант М.Я. Гужва відзначився у боях за Севастополь 7-9 травня 1944 року. Очоливши роту, спонукав своїх людей до стрімкого наступу. Пізніше на підступах до Севастополя замінив командира батальйону. Вибивши противника із будівлі «Панорама «Оборона Севастополя 1854—1855 років»», особисто встановив там червоний прапор. Зі своїми підрозділами штурмом заволодів центром міста та особисто знищив понад 20 німців і кулеметним вогнем придушив дві вогневі точки ворога.
Демобілізований 1945 року, повернувся у Дзержинськ. Працював на шахті імені Артема, очолював профспілку гірняків. 
Помер від важкої хвороби 10 червня 1955 року.

## Звання та нагороди
24 березня 1945 року Миколі Яковичу Гужві присвоєно звання Героя Радянського Союзу (медаль № 6376).
Також нагороджений:
- орден Леніна.
- орден Червоної Зірки.
- медаль «За бойові заслуги».

## Пам'ять
У смт Нью-Йорку в 2015 році на честь Миколи Гужви був названий провулок.